# Ястребино (язовир)
Ястребино е язовир на Голяма река.
Той е най-големият язовир в област Търговище. Обемът му е 63 млн. м3, а водната площ – 4800 – 5000 декара. Построен е през 1964 г. Намира се на териториите на общините Антоново и Омуртаг. Язовирът е публична държавна собственост и е предназначен за напояване и за питейно-битово водоснабдяване. Язовирът има удобни плажни ивици и предлага възможности за риболов.
Разположен е в непосредствена близост до главния път София-Варна. Язовирът се намира на 35 км югозападно от град Търговище, на 12 км западно от град Омуртаг и на 10 км източно от град Антоново. Стената на язовира се намира на около 4 км източно от село Ястребино, чието име носи водоемът. Други близки села са Трескавец, Росица, Изворово, Камбурово, Панайот Хитово, Любичево.

## Рибно богатство
- Бял амур
- Бяла риба
- Шаран
- Каракуда
- Костур
- Пъстър толстолоб
- Речен кефал
- Слънчева риба
- Уклей
- Червеноперка